# Burg Lantershofen
Die Burg Lantershofen ist eine Burg in Lantershofen im unteren Ahrtal im Landkreis Ahrweiler im nördlichen Rheinland-Pfalz. Es handelt sich um eine der ältesten fränkischen Niederlassungen links der Ahr im Landkreis. 

## Geschichte
Die erste urkundliche Erwähnung stammt vom 1. Juli 1019, als Kaiser Heinrich II. „eine von dem rechtlos gestorbenen Giselinus ererbte Besitzung Lantherishoffe mit sämtlichen Äckern, Wiesen, Waldungen, Weiden, Weingärten, Wasser, Wasserläufen und Hörigen“ dem Kloster Michelsberg bei Bamberg vermachte. Vermutlich auf römischen Mauerresten wurde daraufhin eine Burg „auf der Schauer“ errichtet, die 1372 der Erzbischof von Köln, Friedrich III. von Saarwerden, erobern und zerstören ließ. Vier Jahre später wurde „am Blankart“ eine neue Burg erstellt, die im Besitz Gerhard von Blankarts war. Lantershofen war den Grafen von Blankart dienstuntertänig, zins- und zehntpflichtig, woran noch der Platz neben der Kirche „im Frumech“ (d. h. Fronplatz) erinnert.
Während des Dreißigjährigen Krieges wurde die Burg 1632 von den Schweden teilweise zerstört, jedoch später wieder aufgebaut. 1672 zerstörten Marodeure die Burg dann vollständig. Die Burg blieb im Lehensbesitz des Adelsgeschlecht der Blankarts, das 1712 mit dem Tod des kinderlosen Johann Otto Friedrich Blankart von Ahrweiler, in der Schlacht bei Denain, im Mannesstamm erlosch. Erbinnen waren seine Schwestern Maria Anna, verheiratet mit Freiherr Johann Heinrich Vlatten zu Drove, und Marie Sophie, verehelicht mit Freiherr Ferdinand Ernst von Dalwigk zu Lichtenfels. Maria Ottilia, eine dritte, bereits verstorbene Schwester, hatte Freiherr Johann Franz Capellini von Wickenburg genannt Stechinelli (1677–1752) geheiratet, der mit seinen Kindern ebenfalls zu den Erben zählte. Da die lebenden Erbschwestern 1714 eine einseitige Teilung der Familiengüter vornahmen, klagte Johann Franz Capellini von Wickenburg, zur Wahrung der Rechte seiner Kinder dagegen. Die Teilungsstreitigkeiten zogen sich bis 1790 hin und ein Urteil bestätigte schließlich die gleichen Rechte für die Nachkommen aller drei Schwestern.
Die heutige Burg wurde 1708 erbaut, offenbar unter dem letzten Blankart. Der später in den alten Quellen öfter als Eigentümer genannte „Freiherr von Stickeneil“ dürfte der Blankart-Schwiegersohn Johann Franz Capellini von Wickenburg genannt Stechinelli gewesen sein. Als weitere Eigentümer werden in dieser Periode auch die Herren Vlatten zu Drove und die von Dalwigk genannt, also Nachkommen der beiden anderen Blankart-Erbtöchter. Durch die Erbauseinandersetzungen blieben die Besitzverhältnisse strittig. 1820 erscheinen nochmals die österreichischen Grafen von Wickenburg als Besitzer, Nachkommen des vorerwähnten Johann Franz Capellini von Wickenburg genannt Stechinelli. 1915 erwarb der Versicherungsdirektor Friedrich Langen aus Köln das Anwesen. Dessen Erben veräußerten die Burg Lantershofen 1939 an das Apostolat der Priester und Ordensberufe. Unter der Leitung dessen Direktors, Pfarrer August Dörner, wurde die teilweise dem Verfall preisgegebene Burg renoviert und dem heutigen Zweck als Priesterseminar (Studienhaus St. Lambert) zugeführt.